# Bryan Little
Bryan Matthew Little, född 12 november 1987 i Edmonton, Alberta, är en kanadensisk professionell ishockeyspelare som spelar för Arizona Coyotes i NHL.
Han har tidigare spelat för Winnipeg Jets och Atlanta Thrashers.
2006 valdes han av Atlanta Thrashers som 12:e spelare totalt i NHL-draften.

## Klubbar
- Barrie Colts 2003–2007
- Chicago Wolves 2007–08
- Atlanta Thrashers 2007–2011
- Winnipeg Jets 2011–2022
- Arizona Coyotes 2022–